# Râul Valea Poienilor, Siret
Râul Valea Poienilor este un curs de apă, afluent al Gârlei Sirețel. 

## Hărți
- Harta județului Botoșani  Arhivat în 18 iulie 2011, la Wayback Machine.